# Roald van der Linde
Roald Erwin van der Linde (Rotterdam, 22 november 1968) is een Nederlands voormalig politicus namens de VVD.

## Studies
Tot 1991 volgde hij de opleiding bedrijfskunde aan de Nyenrode Business Universiteit. Vervolgens studeerde hij economie aan de Erasmus Universiteit Rotterdam. Nadien studeerde hij tot 2007 nog Nederlands recht aan de Open Universiteit.

## Beroepsloopbaan
- Van 1993 tot 1994 was hij medewerker op de redactie economie van het NRC Handelsblad.
- Van 1996 tot 1998 was hij persoonlijk medewerker van Hella Voûte-Droste.
- Van 1998 tot 2004 was hij ambtenaar op het Ministerie van Financiën.
- Van 2001 tot 2004 doceerde hij tevens aan De Haagse Hogeschool.
- Van 2005 tot 2008 werkte hij op de Nederlandse ambassade te Washington D.C..
- Van 2008 tot 2011 werkte hij wederom op het Ministerie van Financiën.
- Van 2011 tot november 2012 was hij directeur van de NL Financial Investments (NLFLI).
- Vanaf 1 mei 2022 is hij lid van de Raad van Bestuur van NHG[2]

## Politiek
Sinds 1982 is Van der Linde lid van de VVD. In verschillende afdelingen heeft van der Linde zich actief ingezet. Hij heeft daarnaast meerdere bestuursfuncties bekleed. Van 8 november 2012 tot 23 maart 2017 was hij lid van de Tweede Kamer voor de VVD.
Bij de Tweede Kamerverkiezingen van 2017 stond Van der Linde op plaats 35 van de kandidatenlijst van de VVD, wat niet voldoende was om rechtstreeks gekozen te worden. Op 7 september 2017 werd hij alsnog geïnstalleerd in de vacature die ontstaan was door het aftreden van Pieter Duisenberg. Op 30 maart 2021 nam hij afscheid van de Tweede Kamer.
Tussen 2021 en 2022 was hij wethouder van Amersfoort.

## Persoonlijk leven
Van der Linde is getrouwd en heeft drie kinderen.